# Маршеви у региону Онтр-Сомбр-е-Муз
Маршеви у региону Онтр-Сомбр-е-Муз представљају скуп народних маршева који се одржавају од маја до октобра у Белгији, у Онтр-Сомбр-е-Музу. Древне верске поворке посвећене локалним свецима, заштитницима парохија, временом су попримиле фолклорни карактер, а да се верски аспект није потпуно изгубио. Прати их наоружана пратња, која је једнако традиционална.
Године 2012. петнаест од ових маршева уврштрени су на Унескову Листу нематеријалног културног наслеђа човечанства.

## Историја
Ове верске поворке имају своје порекло у поворкама празника Corpus Christi (причешће). Тада су најчешће били посвећени светитељу који је чудесно посредовао у корист локалне заједнице. Многи кораци су тако постављени под покровитељство Светог Роха (Thuin, Ham-sur-Heure-Nalinnes, Шатле, Acoz...) који је посредовао у име становништва током епидемија куге у 17. веку.
Порекло наоружане пратње која прати ове поворке у основи је секуларно. Ове наоружане пратње наследници су урбаних и сеоских милиција које су требале да заштите градове и села. Ове милиције су такође одавале почаст великим протестима у својим местима. Временом су ове милиције нестале и њихова улога се пребацила на популарнија друштва, „jeunesses“ (младост). Ова друштва неожењених мушкараца најчешће су била одговорна за организацију свечаних догађаја у градовима и селима. Ове групе су овековечиле традицију очувањем војног аспекта у пратњи и опремањем што су боље могле униформама (Првог и Другог царства и белгијске Цивилне Гарде) и ватреним оружјем. Од шездесетих година 20. века, било је више група одевених у униформе инспирисане или идентичне онима из војски Првог царства.

## Редослед поворке
Иако подлежу различитим варијантама, редослед ових поворки поштује неколико правила заједничких за различита места:
- Поворку готово увек отвара вод мушкараца у пешадијским униформама. Препознатљиви су јер носе белу кецељу (од платна или коже), и носе секиру.
- Следећа је батерија. Ова музичка фаланга састављена је од фрула и бубњева који изводе традиционалне мелодије. Под вођством бубњара, бубњеве понекад прати музичка пратња, фанфаре или дувачки оркестар.
- Затим следе мајори на коњима. Ови официри јашу и њихов број може варирати. Они су ти који ће углавном командовати рафалима.
- Застава и њена пратња, коју најчешће чине мала деца у официрским униформама, постављени су између мајора и стрељачких водова.
- Последњи могу бити обучени у костиме спољних играча, гренадијера, зуава итд. Када постоје пушке, то су обично збијени редови. Главна улога стрелаца је да пуца у част свеца или личности које примају поворку.
- Тада долази свештенство, пратећи реликвије и уз ходочаснике.
- У неким селима чети се може додати и вод јахача. У овом случају он често отвара пут постављањем испред осталих.

## Разбијање чаша
Разбијање чаша је традиционална церемонија током које се у одређеним селима додељују места официра. Критеријуми приоритета варирају, у зависности од локалне традиције.
Без обзира на облик, разбијање чаша у свим случајевима представља заклетву, личну посвећеност сваког официра фолклору, наслеђу своје земље, обећању да ће тежити одржавању традиције у њиховој истинској вредности.
У присуству многих учесника, градоначелника и старешина, сваки официр подиже чашу, пива или „брендија”, која са овом приликом зове „бедном” (јер јој недостаје стопало), одмах је испразни и баци насилно крај својих ногу. У тренутку када се стакло разбије, аплауз гледалаца и ударање бубњева поздрављају његово ангажовање.
Овај „пролазак места“ сматра се врло званичним. Официр мора да организује, управља, регрутује и осигура одржавање достојанства.
Статути из 1894. године помињу следећи чланак: „Ко би после разбијања чаше избегао уговорено ангажовање, сматрао би се издајником. Презирали бисмо га, изгубио би свако поверење!".

## Нематеријална културна баштина
Петнаест маршева уврштених на Листе нематеријалног културног наслеђа одвија се на следећим локалитетима:
- Acoz (Gerpinnes): Saint-Roch and Saint-Frégo march
- Biesmerée (Mettet): Saint-Pierre march
- Florennes: Saints-Pierre-et-Paul march
- Fosses-la-Ville: Saint-Feuillen march, septennial march, last march in 2019
- Gerpinnes: Marche Sainte-Rolende
- Ham-sur-Heure (Ham-sur-Heure-Nalinnes): Marche Saint-Roch
- Jumet (Charleroi): Tour de la Madeleine
- Laneffe (Walcourt): Saint-Éloi march
- Morialmé (Florennes): Saint-Pierre march
- Silenrieux (Cerfontaine): Sainte-Anne march
- Tarcienne (Walcourt): Saint-Fiacre march, the first Sunday in May
- Thuin: Saint-Roch march
- Thy-le-Château (Walcourt): Saints-Pierre-et-Paul march
- Villers-Deux-Églises (Cerfontaine): Saint-Pierre march
- Walcourt: March of the Trinity